# Thomas Hopkins Gallaudet
pentru fiul lui Thomas Hopkins Gallaudet, vezi Thomas Gallaudet (1822–1902)

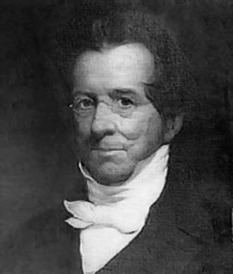
Pictură în ulei din 1851 cu Thomas Hopkins Gallaudet

Thomas Hopkins Gallaudet (n. 10 decembrie 1787 – d. 10 septembrie 1851) a fost un pedagog american, fondatorul școlii pentru copii surzii împreună cu Laurent Clerc și Mason Cogswell.